# والتر بي. لويس
والتر بي. لويس (بالإنجليزية: Walter P. Lewis)‏ هو ممثل أمريكي، ولد في 10 يونيو 1866 في الولايات المتحدة، وتوفي في 30 يناير 1932.

## أعمال

### أفلام
- (1931) سيمارون[1]

## وصلات خارجية
- والتر بي. لويس على موقع IMDb (الإنجليزية)
- والتر بي. لويس على موقع قاعدة بيانات برودواي على الإنترنت (الإنجليزية)
- والتر بي. لويس على موقع قاعدة بيانات الفيلم (الإنجليزية)